# Гимнасиарх
Гимнасиарх (лат. gymnasiarchus, от греч. γυμνασίαρχος) — должностное лицо в Древней Греции, чей ранг и обязанности широко варьировались в разных местах и в разное время. Термин происходит от греческого γυμνάσιον (гимнасий) + ἄρχειν (архонт). 
В Древних Афинах в V и IV веках до н. э. гимнасиарх выбирался ежегодно от каждой филы, чтобы нести расходы на гонку факелов (Лампадефория). Обязанности включали оплату всех расходов, связанных с обучением участников, а должность была одной из самых дорогих государственных обязанностей, требуемых Афинами от своих состоятельных граждан. Название, по-видимому, подразумевает, что гимнасиарх также имел определённые права и обязанности в гимнасии во время обучения эфебов, но определённой информации по этому вопросу нет.
После установления македонской власти в Афинах произошли перемены. Гимнасиарх, выбираемый ежегодно, обладал общим надзором за порядком и дисциплиной в гимнасии, а иногда и оплачивал её расходы из собственного кармана, так как общественных денег на содержание учреждения не отпускались.
За пределами Афин и государств, которые скопировали её систему воспитания и образования молодёжи, термин обозначал либо магистратов, которые отвечали за гимнастическое и литературное обучение, либо тех, кто должен нести определённые расходы, связанные с гимнасием или фестивалями, либо из собственного имущества, либо из государственных средств. В деталях было много разнообразия.